# L'Annonciation Friedsam
Pour les articles homonymes, voir Annonciation (homonymie) et Annonciation.
L'Annonciation Friedsam est un tableau attribué successivement aux peintres flamands Hubert van Eyck puis Petrus Christus. Huile sur panneau de 77,5 × 64,1 cm, le tableau est réalisé vers 1450. Il tire son nom de son avant-dernier propriétaire Michael Friedsam qui le lègue au Metropolitan Museum of Art de New York (États-Unis), où il est actuellement exposé.

## L’œuvre
Selon Kleinberger, une « inscription au dos de l’œuvre », indique qu'il était dans la collection du prince de Charleroi/duc de Bourgogne [non identifié]. Cette inscription ne figure plus sur le dos de la peinture et n'a pas été retrouvé. Dans le reçu rédigé en 1926 par la Galerie Kleinberger pour Michael Friedsam il est indiqué que le tableau a été « peint pour le prince de Charleroi, duc de Bourgogne. »
John Brealey, qui a examiné cette peinture en 1979, a noté que le montant droit du cadre est original, mais qu'il est impossible de déterminer si les autres le sont. Le panneau a été marouflé.

## Le thème
Il s'agit de l'une des scènes les plus représentées de l'iconographie chrétienne, celle de l'annonce faite à Marie de Nazareth (par l'Archange Gabriel), scène dite « de l'Annonciation ».

## Description et analyse de l’œuvre
La Vierge Marie est représentée debout sur le seuil d'une église ; ce qui, pour les hommes du XVe siècle, n'a rien de surprenant, tant est forte l'idée que celle qu'on appela longtemps « la Haute Dame » n'est chez elle qu'au sein d'une architecture sacrée. Le point de vue moderne qui voudrait, faire paraître anachronique le fait que la Mère de Jésus, probablement illettrée, ait pu avoir un livre de prières en main et le lire. Mais, au Moyen Âge, il était impossible de concevoir que la Vierge, parfaite en toutes choses, soit incapable, de s'adonner à des lectures spirituelles.
Reine du Ciel (c'est ainsi que la définit l'inscription « REGINA C[O]ELI L[A]ET[ARE] », peinte sur la seconde marche de l’édifice), Marie, dont la robe rouge bordée d'hermine et le manteau bleu délayé ont l'élégance des habits aristocratiques, n'est pas l'humble Palestinienne désignée par Dieu, mais une Vierge aristocrate.
C'est donc à un personnage d'une grande prestance que s'adresse l'archange Gabriel, vêtu, lui aussi, de luxueux atours. Son manteau de brocart rouge sang, fermé par une broche du même bleu que le manteau de Marie est du plus bel effet. Pour symboliser l'absolue noblesse des personnages, Petrus Christus aura sans doute puisé dans le protocole des cérémonies auxquelles il assistait à la Cour des ducs de Bourgogne. En vêtements de cour, l'archange Gabriel est représenté en vassal venu faire allégeance auprès de sa Dame, la Reine du Ciel. Dans sa main gauche, il tient son attribut de messager : un bâton ou sceptre terminé en forme de croix. La colombe qui descend du ciel est le symbole de l'Esprit de Dieu, le Saint Esprit.
Mais, fermement postée à l'entrée du Temple, telle une « vestale chrétienne » la Vierge symbolise aussi l’Église : elle est la Mater Ecclesiae, le porche étant son cadre d'élection.
Derrière la Vierge on aperçoit l'intérieur de l'église peu éclairé. À sa droite, à moitié caché par l'archivolte de la porte, est posé un vase de lys blancs, symbole de la pureté de Marie. On aperçoit également, en partie, le sol à l'intérieur de l'église, décoré avec des carreaux polychromes. À droite de la Vierge, en dessous du vase de lys, une tuile comporte la lettre « A » et l'autre extrémité une autre tuile, la lettre « M » qui sont les initiales de l'Ave Maria.
Au-delà du jeu hiératique des personnages, le décor, aussi bien architectural que paysager, n'est pas sans retenir l'attention. Le mur d'enceinte est en ruine et le jardin en friche alors que la scène à proprement parler montre, au contraire, tous les signes de l'apprêt. Le mur d'enceinte qui sépare l'église de la nature ferait partie de ces éléments au « symbolisme déguisé » dont parle Erwin Panofsky dans un texte consacré  à ce tableau. II serait la marque d'une première séparation des hommes d'avec le monde des simples forces naturelles vouées à la croissance et au dépérissement sans fin. 
Quant à l’édifice sous le porche duquel Marie reçoit le salut de l'ange, il convient également d'en comprendre le sens, ce dernier présentant un ensemble dissymétrique : la partie gauche de la façade (à droite de Marie) est manifestement de style gothique, alors que la partie droite (à gauche de la Vierge) comporte des éléments plus anciens : les colonnes géminées (en référence au Temple de Salomon), la figure grotesque d'un singe sculpté, etc. Deux époques seraient ainsi représentés : d'une part, l'âge chrétien, assimilé au style gothique ; d'autre part, l'âge pré-chrétien, c'est-à-dire l'âge vétérotestamentaire. La présence des deux styles architecturaux, chronologiquement contigus, fait référence à l'antithèse entre le judaïsme et le christianisme, entre l'Ancien et le Nouveau Testament. À la jonction de ces deux âges et ces deux styles, Marie, elle-même, symbolise le passage entre les deux ères, sub lege et sub gratia : l'ère de la Loi et celle de la Grâce.
Au-dessus de la Vierge une niche vide : celle qui est destinée à accueillir l'image du Christ, dont la venue est ici annoncée aux hommes. Il s'agit ici d'une allusion claire à Jésus, qui est appelé « la pierre angulaire » dans le Psaume 118:22 : « La pierre rejetée par ceux qui bâtissaient est devenue la pierre angulaire. »

## Autres versions
L'Annonciation Friesdam s'est inspiré des représentations de l'Annonciation existantes et a inspiré les représentations sur le même thème produites par la suite. 

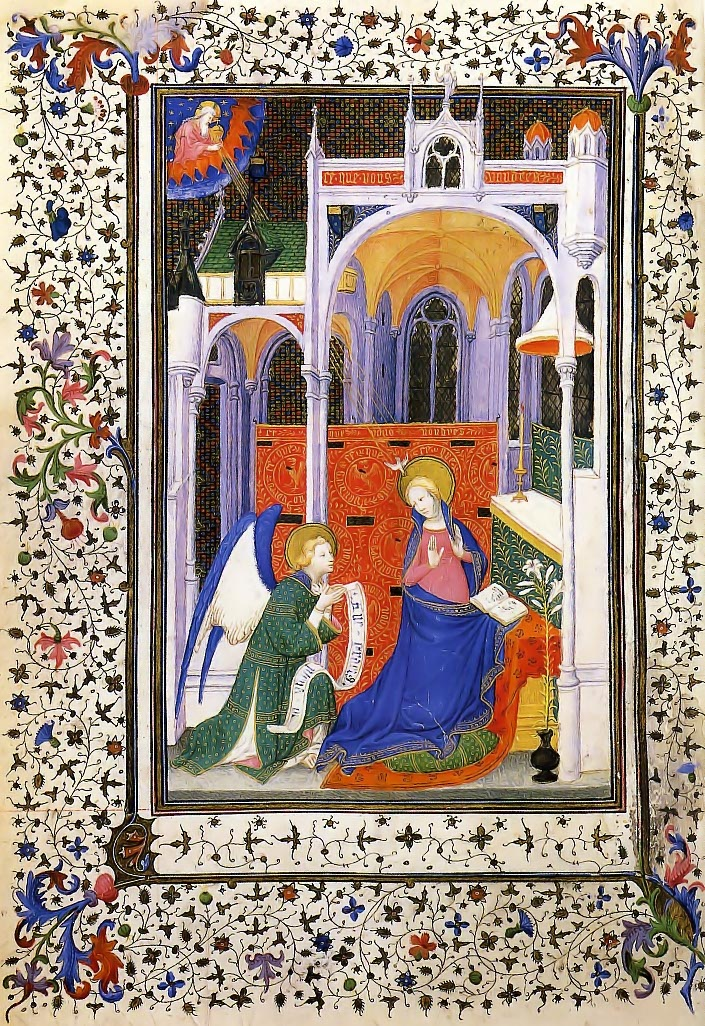
Livre d'heures de Jean de Boucicaut (1405-1408)
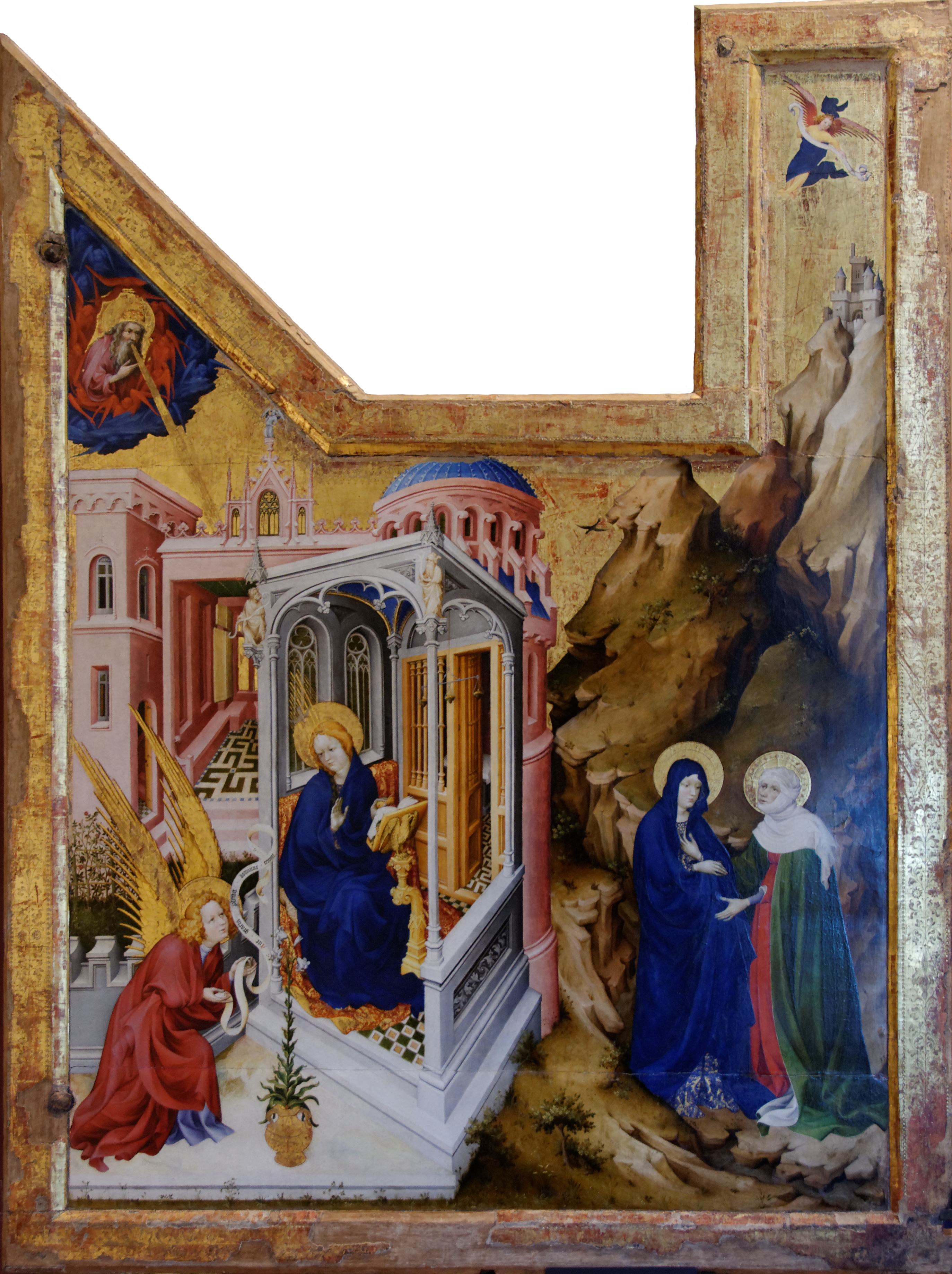
L'Annonciation et la Visitation de Melchior Broederlam, source d'inspiration selon l'historien Erwin Panofsky.
L'Annonciation de Jan van Eyck (v. 1434-1436). La polychromie des ailes de l'ange sont similaires.
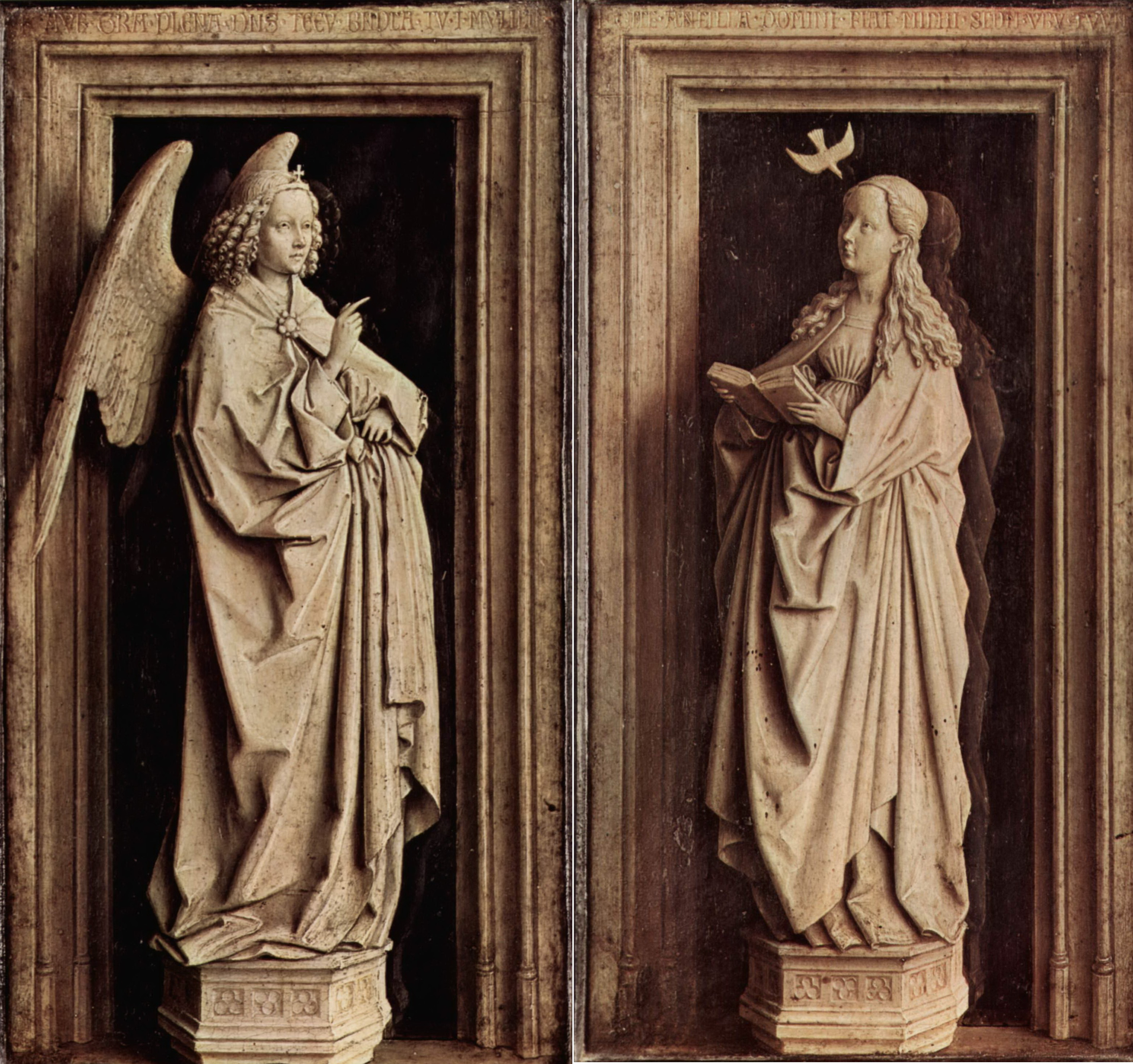
La posture et les mains semble inspirées de L'Annonciation de Van Eyck
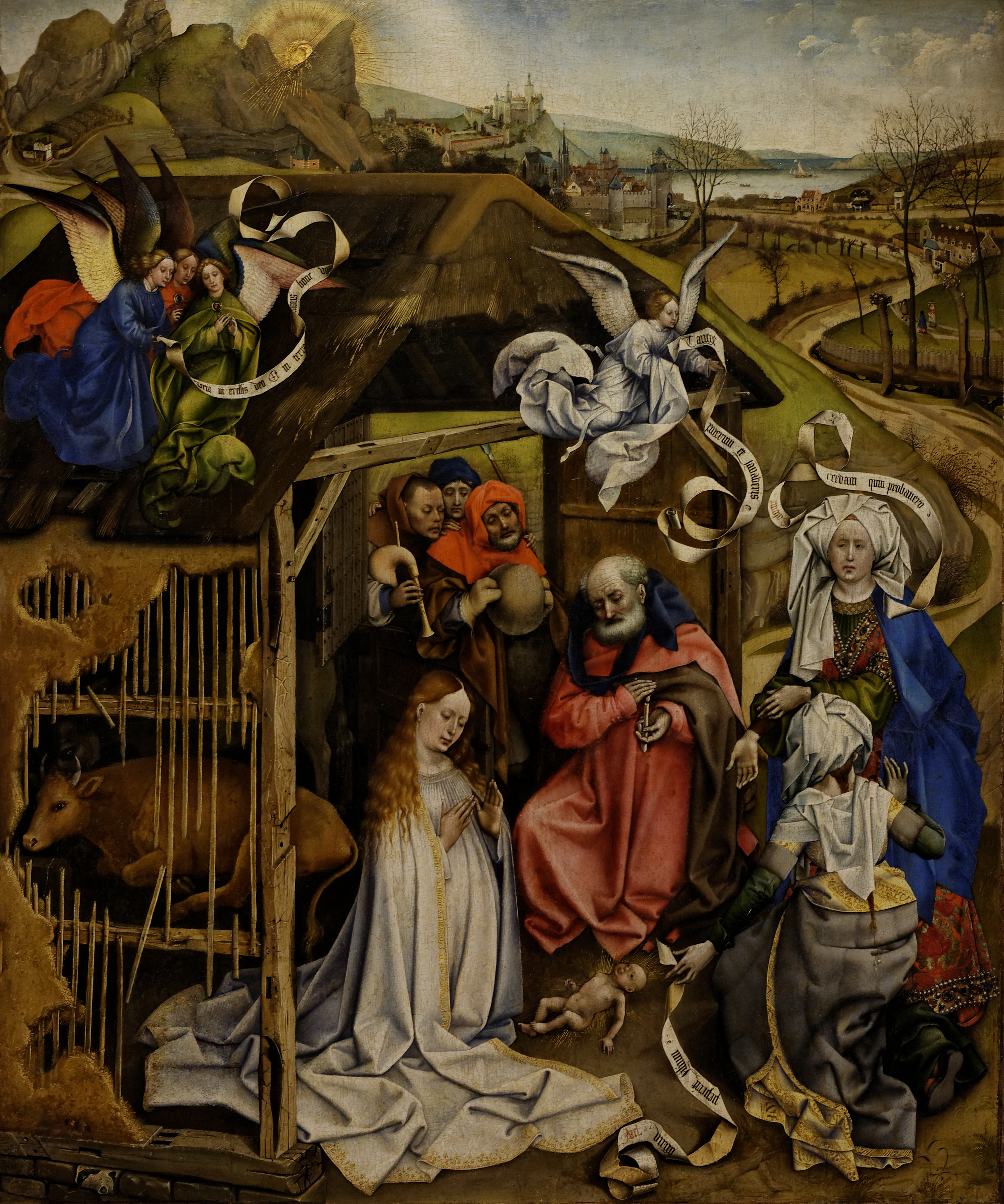
La Nativité de Robert Campin avec qui ce tableau partage un point de vue élevé
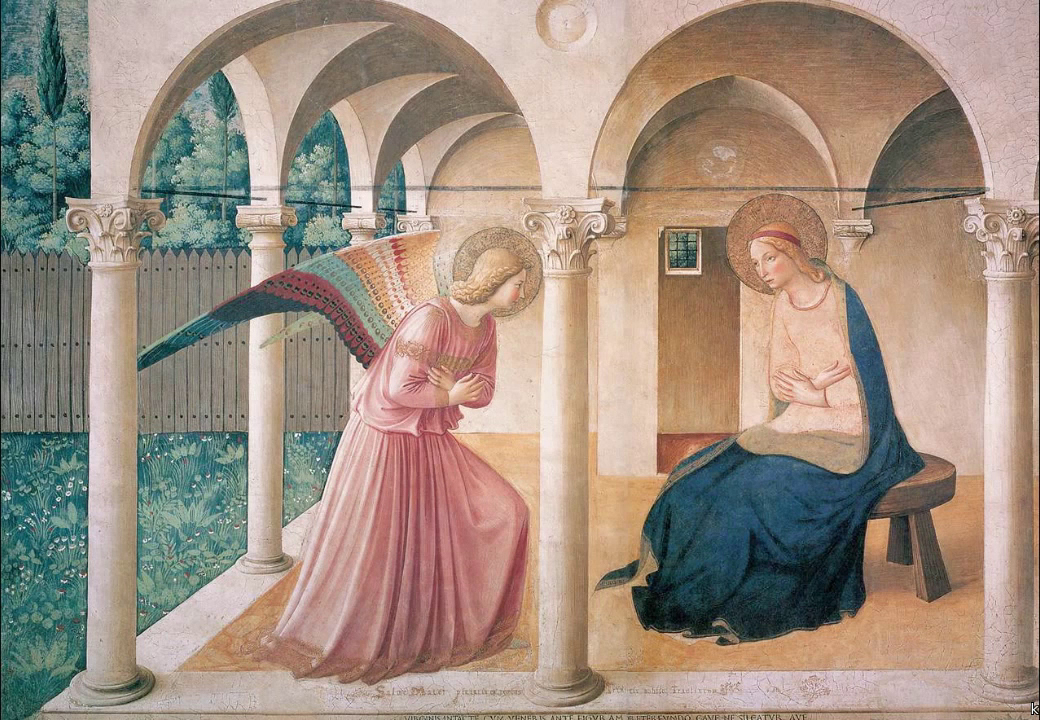
L'Annonciation de Fra Angelico avec l'hortus conclusos

## Sources et bibliographie
- Erik Larsen, Les primitifs flamands au Musée métropolitain de New York, Spectrum, 1960, 135 pages, p. 109 et suiv.
- Erwin Panofsky, Fabienne Pasquet (trad.), « L'Annonciation Friedsam », « Une fois encore l'Annonciation Friedsam » in Peinture et dévotion en Europe du nord, Paris, Flammarion, 1997.

en anglais
- John Malcolm Russell, « The Iconography of the Friedsam Annunciation », in The Art Bulletin, vol. 60, no 1, mars 1978, pp. 24-27
- John L. Ward, « A New Look at the Friedsam Annunciation » in The Art Bulletin, vol. 50, no 2, juin 1968), pp. 184-187